# شيكاغو هايتس
شيكاغو هايتس (إلينوي) (بالإنجليزية: Chicago Heights, Illinois)‏ هي مدينة تقع في الولايات المتحدة في مقاطعة كوك، إلينوي. يقدر عدد سكانها بـ 30,276 نسمة .

## التركيبة السكانية
حدّد مكتب تعداد الولايات المتحدة بيانات التركيبة السكانية لشيكاغو هايتس في تعداد الولايات المتحدة. في ما يلي، التركيبة السكانية حسب تعدادي 2000 و2010.

### تعداد عام 2000
بلغ عدد سكان شيكاغو هايتس 32,776 نسمة بحسب تعداد عام 2000، وبلغ عدد الأسر 10,703 أسرة وعدد العائلات 7,821 عائلة مقيمة في المدينة. في حين سجلت الكثافة السكانية 1,228.9 نسمة لكل كيلومتر مربع (3,182.8/ميل2). وبلغ عدد الوحدات السكنية 11,444 وحدة بمتوسط كثافة قدره 429.1 لكل كيلومتر مربع (1,111.4/ميل2).
وتوزع التركيب العرقي للمدينة بنسبة 45.02% من البيض و37.90% من الأمريكيين الأفارقة و0.45% من الأمريكيين الأصليين و0.44% من الأمريكيين ذوي الأصول الآسيوية و0.04% من سكان جزر المحيط الهادئ و13.46% من الأعراق الأخرى و2.70% من عرقين مختلطين أو أكثر و23.77% من الهسبانيون أو اللاتينيون من أي عرق.
بلغ عدد الأسر 10,703 أسرة كانت نسبة 44.3% منها لديها أطفال تحت سن الثامنة عشر تعيش معهم، وبلغت نسبة الأزواج القاطنين مع بعضهم البعض 45% من أصل المجموع الكلي للأسر، ونسبة 22.3% من الأسر كان لديها معيلات من الإناث دون وجود شريك، بينما كانت نسبة 5.8% من الأسر لديها معيلون من الذكور دون وجود شريكة وكانت نسبة 26.9% من غير العائلات. تألفت نسبة 22.9% من أصل جميع الأسر من عدة أفراد يعيشون في نفس المنزل ونسبة 9.7% كانت تتألف من شخص يعيش بمفرده يبلغ من العمر 65 عاماً أو أكثر. وبلغ متوسط حجم الأسرة المعيشية 3.00، أما متوسط حجم العائلات فبلغ 3.53.
بلغ العمر الوسطي للسكان 30.6 عاماً. وكانت نسبة 31.5% من القاطنين تحت سن الثامنة عشر، وكانت نسبة 10.1% بين الثامنة عشر والرابعة والعشرين عاماً، ونسبة 27.3% كانت واقعةً في الفئة العمرية ما بين الخامسة والعشرين والرابعة والأربعين عاماً، ونسبة 17.8% كانت ما بين الخامسة والأربعين والرابعة والستين، ونسبة 11.3% كانت ضمن فئة الخامسة والستين عاماً فما فوق. يوجد لكل 100 أنثى 94.3 ذكر، ويوجد لكل 100 أنثى في الثامنة عشر من عمرها فما فوق 89.1 ذكر.
بلغ متوسط دخل الأسرة في المدينة 36,958 دولارًا، أما متوسط دخل العائلة فبلغ 42,681 دولارًا. وكان متوسط دخل الذكور 34,207 دولارًا مقابل 26,276 دولارًا للإناث. وسجل دخل الفرد الخاص بالمدينة 14,963 دولارًا. وكانت نسبة 13.7% من العائلات ونسبة 17.5% من السكان تحت خط الفقر، وكان من هؤلاء نسبة 24.9% تحت سن الثامنة عشر ونسبة 9.9% في الخامسة والستين من العمر وما فوق.

### تعداد عام 2010
بلغ عدد سكان شيكاغو هايتس 30,276 نسمة بحسب تعداد عام 2010، وبلغ عدد الأسر 9,587 أسرة وعدد العائلات 7,077 عائلة مقيمة في المدينة. في حين سجلت الكثافة السكانية 1,135.2 نسمة لكل كيلومتر مربع (2,940.2/ميل2). وبلغ عدد الوحدات السكنية 11,060 وحدة بمتوسط كثافة قدره 414.7 لكل كيلومتر مربع (1,074.1/ميل2).
وتوزع التركيب العرقي للمدينة بنسبة 38% من البيض و41.53% من الأمريكيين الأفارقة و0.60% من الأمريكيين الأصليين و0.35% من الأمريكيين ذوي الأصول الآسيوية و0.03% من سكان جزر المحيط الهادئ و16.63% من الأعراق الأخرى و2.85% من عرقين مختلطين أو أكثر و33.87% من الهسبانيون أو اللاتينيون من أي عرق.
بلغ عدد الأسر 9,587 أسرة كانت نسبة 44.4% منها لديها أطفال تحت سن الثامنة عشر تعيش معهم، وبلغت نسبة الأزواج القاطنين مع بعضهم البعض 40% من أصل المجموع الكلي للأسر، ونسبة 26% من الأسر كان لديها معيلات من الإناث دون وجود شريك، بينما كانت نسبة 7.8% من الأسر لديها معيلون من الذكور دون وجود شريكة وكانت نسبة 26.2% من غير العائلات. تألفت نسبة 22.1% من أصل جميع الأسر من عدة أفراد يعيشون في نفس المنزل ونسبة 8.3% كانت تتألف من شخص يعيش بمفرده يبلغ من العمر 65 عاماً أو أكثر. وبلغ متوسط حجم الأسرة المعيشية 3.09، أما متوسط حجم العائلات فبلغ 3.62.
بلغ العمر الوسطي للسكان 31.2 عاماً. وكانت نسبة 30.7% من القاطنين تحت سن الثامنة عشر، وكانت نسبة 10.6% بين الثامنة عشر والرابعة والعشرين عاماً، ونسبة 26.3% كانت واقعةً في الفئة العمرية ما بين الخامسة والعشرين والرابعة والأربعين عاماً، ونسبة 21.8% كانت ما بين الخامسة والأربعين والرابعة والستين، ونسبة 10.6% كانت ضمن فئة الخامسة والستين عاماً فما فوق. وتوزع التركيب الجنسي للسكان بنسبة 48.9% ذكور و51.1% إناث.

## المدن التوأمة
مدينة Wadowice هي مدينة توأمة لـشيكاغو هايتس (إلينوي).

## أعلام
- لوروا جاكسون
- بارت زيلر
- جيرمين لوف
- فيل قاي
- باريس باركلي
- جو غينتايل
- لاري فيرغسون